# Microgonia cariaria
Microgonia cariaria là một loài bướm đêm trong họ Geometridae.